# Nagrada Josip Štolcer Slavenski
Nagrada Josip Štolcer Slavenski (od 2012. godine Nagrada Grada Čakovca Josip Štolcer Slavenski) hrvatska je godišnja glazbena nagrada.

## Povijest
Nagradu je dodjeljivao hrvatski dnevni list Vjesnik za najbolje glazbeno ostvarenje u protekloj godini. Prvi put je dodijeljena 1970. godine. Ime je dobila po hrvatskom glazbenom umjetniku Josipu Štolceru Slavenskom. Od 2012. godine dodjeljuje je Grad Čakovec. Dodjeljuje se tijekom glazbene manifestacije Majski muzički memorijal Josip Štolcer Slavenski.

## Dosadašnji dobitnici i dobitnice
- 1970.: Boris Papandopulo, Stanko Horvat, Vladimir Krpan
- 1971.: Stanko Horvat, Pavica Gvozdić
- 1972.: Branimir Sakač, Zagrebački kvartet[3]
- 1973.: Igor Kuljerić[4]
- 1974.: Natko Devčić, Josip Klima
- 1975.: Milko Kelemen
- 1976.: Milo Cipra
- 1977.: Marko Ruždjak
- 1978.: Ruben Radica, Vladimir Kranjčević,[5] Noni Žunec za ulogu Žarka u operi Moć vrline Igora Kuljerića
- 1979.: Frano Parać za skladbu Collegium vocale
- 1980.:
- 1981.: Stjepan Šulek
- 1982.: Željko Brkanović
- 1983.: Ivan Brkanović za skladbe Stabat Mater i Treći gudački kvartet[6][7]
- 1984.: Zvonko Špišić, Anđelko Klobučar za Koncert za orgulje i orkestar
- 1985.: Davorin Kempf
- 1986.: Bruno Bjelinski
- 1987.: Pero Gotovac, Igor Kuljerić za operu Richard III.[4]
- 1988.: Ruža Pospiš Baldani
- 1989.: Ivo Maček, Pavle Dešpalj
- 1990.: Stanko Horvat, Kvartet Supercussion
- 1991.: Ruben Radica
- 1992.:
- 1993.: Milko Kelemen, Dunja Vejzović
- 1994.:
- 1995.: Petar Bergamo, Berislav Šipuš
- 1996.: Igor Kuljerić za Hrvatski glagoljaški rekvijem[4]
- 1997.: Ivo Maček
- 1998.: Tomislav Uhlik
- 1999.: Zoran Juranić
- 2000.: Frano Parać za operu Judita.
- 2001.: Mladen Tarbuk za skladbu Sanjači[8]
- 2002.: Miroslav Miletić za skladbu Četiri godišnja doba[9]
- 2003.: Dubravko Detoni za skladbu Dolce furioso za orkestar[1]
- 2004.: Frano Đurović
- 2005.: Olja Jelaska za skladbu Leptiri[10]
- 2006.: Josip Magdić
- 2007.: Anđelko Igrec za oratorij Pashalne slike[11]
- 2008.: Krešimir Seletković za Koncert za violončelo, klavir i gudački orkestar[12]
- 2009.: Mladen Tarbuk za skladbu Kate’s kiss[13]
- 2010.: Dalibor Bukvić za ciklus Récits de l'autre monde (Priče s drugog svijeta)[14]
- 2011.: Srđan Dedić za skladbu Simfonijski stavak
- 2012.: Mladen Tarbuk za skladbu 4 Estancias[15]
- 2013.: Mirela Ivičević za skladbu Planet 8
- 2014.: Mladen Tarbuk za skladbu Plač Jeruzalema
- 2015.: Tomislav Oliver
- 2016.: Frano Đurović[16]
- 2017.: Margareta Ferek Petrić[17]
- 2018.: Mirela Ivičević[18]
- 2019.: Mladen Tarbuk, za skladbu Quatre épigrammes de temps[19]

## Poveznice
- Nagrada Kantor
- Nagrada Ivan Goran Kovačić
- nagrada Josip Račić
- Nagrada Dubravko Dujšin
- Nagrada Krešo Golik
- Plava vrpca Vjesnika

## Vanjske poveznice
Mrežna mjesta
- Majski muzički memorijal Josip Štolcer Slavenski  Arhivirana inačica izvorne stranice od 26. siječnja 2021. (Wayback Machine) na stranicama Centra za kulturu Čakovec